# قلب (اسلام)

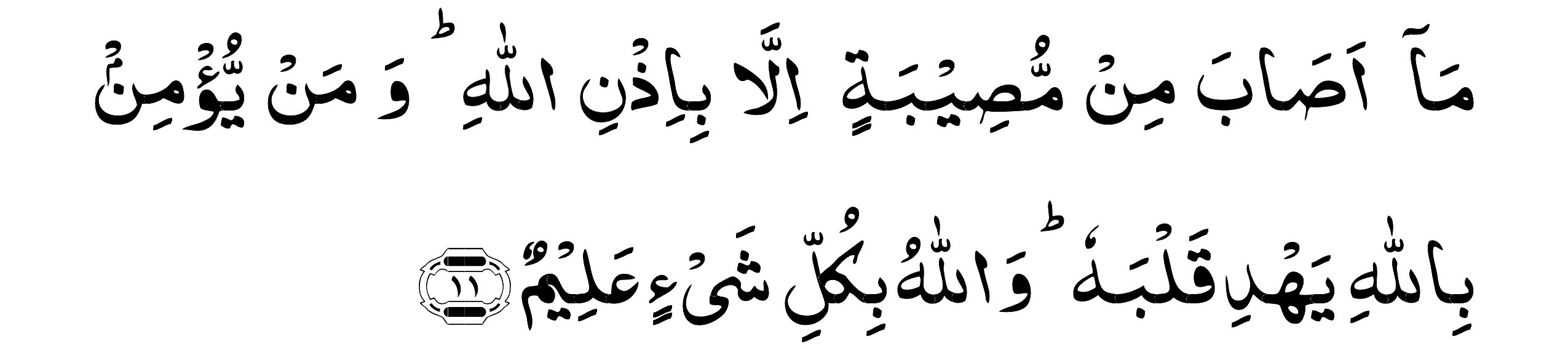
《مصیبتی جز به اذن خدا وارد نمی شود و هر که به خدا ایمان آورد قلبش به وسیله او هدایت می شود و خداوند به هر چیزی داناست》به کار رفتن واژه قلب در قرآن

قلب (انگلیسی: Heart)، فیلسوفان و عرفا این لفظ را به معنی لطیفه ربانی (دل)، به کار برده‌اند.

## لطیفه ربانی
این لطیفه ربانی، حقیقت انسان است و کار آن، ادراک حقایق عقلی، به طریق شهود و ثانوی به آن طریق قیاس و استدلال است.

## نور قلب
ادراک نفس مُدرِک در پرتو نور قلب است.

## اصول و مبادی اولی
شناخت اصول و مبادی اولی، فقط از طریق ادراک دل ممکن است، و عقل باید به ادراک دل رجوع کند و استدلال خود را بر آن متکی گرداند.